# Mann Gulch fire
 (août 2023).
Le contenu est difficilement compréhensible vu les erreurs de traduction, qui sont peut-être dues à l'utilisation d'un logiciel de traduction automatique.
L'incendie de Mann Gulch est un feu de friche (wildfire) signalé le 5 août 1949 dans un ravin (gulch) situé le long de la partie supérieure de la rivière Missouri dans le Gates of the Mountains Wilderness  (alors connu sous le nom de Gates of the Mountains Wild Area), dans la forêt nationale d'Helena, dans l'État du Montana aux États-Unis. Une équipe de 15 smokejumpers (pompiers parachutistes) parachuta dans la zone l'après-midi du 5 août 1949 pour lutter contre l'incendie, retrouvant avec un ancien smokejumper qui était employé comme fire guard  au terrain de camping voisin. Alors que l'équipe s'approchait du feu pour commencer à le combattre, des vents violents inattendus firent que le feu soudainement s'étendit, coupant la route des hommes et les forçant à remonter la pente. Au cours des quelques minutes suivantes, une reprise violente de feu (anglais : blow up) de l'incendie couvrit 3 000 acres (1 214 hectares) en dix minutes, coûtant la vie à 13 pompiers, dont 12 des smokejumpers. Seuls trois des smokejumpers survécurent. Le feu continuera pendant cinq jours avant d'être maîtrisé.
Le Service des forêts des États-Unis tira les leçons de la tragédie de l'incendie de Mann Gulch en concevant de nouvelles techniques de formation et des mesures de sécurité qui développèrent la façon dont l'agence aborda par la suite la suppression des feux de friches. L'agence met également davantage l'accent sur la recherche sur le feu et la science du comportement du feu.